# حجة (قرية)
حَجَّة أو حَجَّا هي قرية فلسطينية تقع في منتصف المسافة بين مدينتي نابلس وقلقيلية في الضفة الغربية، وتبعد عن مدينة نابلس 18 كم غربا.

## أصل التسمية
كلمة «حجة» آرامية الأصل وتعني السوق أو المجتمع.[بحاجة لمصدر]

## الجغرافيا

مدخل القرية

تقع قرية حجة إلى الغرب من مدينة نابلس وتبعد عنها 18 كم، وتقع في منتصف المسافة بين نابلس وقلقيلية، وترتفع عن سطح البحر 400 م وتبلغ مساحة أراضيها 13100 دونم ويحيط بها أراضي قرى كفر قدوم، جنصافوت، كفر عبوش، وباقة الحطب.
وحجة هي إحدى قرى منطقة جورة عمرة.

## السكان
قدر عدد سكانها عام 1922 بحوالي 642 نسمة وفي عام 1945 حوالي 1670 نسمة وفي عام 1967 كان حوالي 865 نسمة أما في عام 1987 فقد وصل إلى 1300 نسمة.
التعداد السكاني لقرية حجة:
| السنة | عدد السكان (نسمة) |
| ----- | ----------------- |
| 1922  | 642               |
| 1931  | 731               |
| 1945  | 960               |
| 1961  | 1,093             |
| 1982  | 865               |
| 1987  | 1,300             |
| 1997  | 1,797             |
| 2005  | 2,444             |
| 2007  | 2,615             |
| 2016  | 3600              |

## مساجد القرية
بالقرية مسجد مملوكي يعود بنائه للعام 1322م.

## تاريخها

### الفترة الهلنستية حتى البيزنطية
حدد ماغن حجة مع كفار حجي، وهي قرية سامرية قديمة من الفترة الهلنستية. وُجد نقش نذري من القرن الثالث أو الثاني قبل الميلاد من جبل جرزيم، وهو أقدس موقع في السامرية وكان في ذلك الوقت موقعاً لهيكل كبير، ويقرأ النص: "ما قدمه حَجّاي بن قيمي من كفار حَجّاي
في المصادر السامرية اللاحقة، يُشار إلى القرية باسم "كريات حجة، وهو الترجمة العربية الحالية. تم ذكرها كمكان ولادة بابا رابا، الذي بنى العديد من الكنائس في المنطقة، بما في ذلك في قرية حجة. ويذكر "التوليدة"، وهو عمل تاريخي سامري، رجلاً يدعى جابر بن كَرْمِي من كريات حجة. وتشير الميكفاه التي تم العثور عليها في القرية إلى أن السامريين سكنوا القرية خلال الفترات البيزنطية والإسلامية المبكرة.

### فترة المماليك
خلال حكم السلطان المملوكي الناصر محمد، في عام 722 هـ / 1322 م، تم بناء مسجد في القرية. وأضيفت إليه منارة في عام 735 هـ / 1334-35 م. تم بناء هذه المنشآت باسم محمد بن موسى بن أحمد، الإمام المحلي، الذي توجد قبورته بجانب المسجد، مما يحدد تاريخ وفاته في عام 749 هـ / 1348 م.

### الفترة العثمانية
تم ضم حجة إلى الإمبراطورية العثمانية في عام 1517 مع فلسطين بالكامل، وفي عام 1596 ظهرت في سجلات الضرائب كجزء من ناحية بني صعب في لواء نابلس. كان عدد سكانها 96 أسرة، جميعهم من المسلمين. دفع القرويون ضريبة ثابتة بنسبة 33.3% على مختلف المنتجات الزراعية، مثل القمح والشعير والمحاصيل الصيفية وأشجار الزيتون والماعز أو خلايا النحل، بالإضافة إلى "إيرادات عرضية"، ومكبس للزيتون أو دبس العنب، وضريبة للناس من منطقة نابلس؛ بمجموع 19,200 آقجة. كانت جميع الإيرادات تُرسل إلى وقف. في عام 1838، لاحظ روبنسون كريتي حجة كقرية في منطقة بني صعب، غرب نابلس، بينما في عام 1870 لاحظها فيكتور غيرن من فارعة. في 1870-71 (عام 1288 هـ)، أدرج التعداد العثماني القرية في ناحية بني صعب. وفي عام 1882، لاحظ مسح فلسطين الغربية التابع للمؤسسة الفلسطينية البريطانية (PEF) عن كريتي حجة: "قرية كبيرة على أرض مرتفعة، يتم تزويدها بالمياه من آبار. تحتوي على قبر منحوت في الصخور في الغرب، ويبدو أنها مكان قديم.

### الانتداب البريطاني
في تعداد فلسطين لعام 1922 الذي أجراه السلطات البريطانية، كان عدد سكان قريّة حجة 642 نسمة، جميعهم من المسلمين، وزاد في تعداد 1931 إلى 731 مسلمًا، مع 206 منازل. في إحصائيات عام 1945، كان عدد السكان 960 مسلمًا، مع 13,119 دونمًا من الأراضي، وفقًا لمسح الأراضي والسكان الرسمي.[20] من هذه، كان 4 دونمات مخصصة للمزروعات الحمضية والموز، و1,226 دونمًا للمزارع أو الأراضي المروية، و5,045 دونمًا للزراعات الحبوب، بينما كانت 36 دونمًا أراضي مبنية.

### الفترة الأردنية
بعد حرب 1948 واتفاقيات الهدنة لعام 1949، أصبحت حجة تحت الحكم الأردني. سجل التعداد الأردني لعام 1961 عدد سكانها بـ 1,093 نسمة.

### منذ 1967 (الاحتلال الإسرائيلي)
منذ حرب الأيام الستة في عام 1967، أصبحت حجة تحت الاحتلال الإسرائيلي. بعد اتفاقيات أوسلو لعام 1995، تم تخصيص 37.2% من أراضي القرية كأراضٍ في المنطقة "ب"، بينما تم تخصيص الـ 62.8% المتبقية كأراضٍ في المنطقة "ج". لقد صادرت إسرائيل 216 دونمًا من أراضي حجة لإقامة مستوطنتين إسرائيليتين (كارني شومرون ونفي أورامين) وأيضًا لبناء طرق التفافية وحاجز الفصل الإسرائيلي في الضفة الغربية.